# Aristelliger
Aristelliger — рід геконоподібних ящірок родини Sphaerodactylidae. Представники цього роду мешкають на Карибах.

## Види
Рід Aristelliger нараховує 9 видів:
- Aristelliger barbouri Noble & Klingel, 1932
- Aristelliger cochranae Grant, 1931
- Aristelliger expectatus Cochran, 1933
- Aristelliger georgeensis (Bocourt, 1873)
- Aristelliger hechti Schwartz & Crombie, 1975
- Aristelliger lar Cope, 1862
- Aristelliger nelsoni Barbour(інші мови), 1914
- Aristelliger praesignis (Hallowell, 1856)
- Aristelliger reyesi Díaz & Hedges, 2009